# Championnats du monde juniors de ski alpin 1991
Navigation
Édition précédente Édition suivante
Les Championnats du monde juniors de ski alpin 1991 sont la dixième édition des Championnats du monde juniors de ski alpin. Ils se déroulent du 8 au 14 avril 1991 dans les stations norvégiennes de Geilo et Hemsedal. L'édition comporte dix épreuves : descente, super G, slalom géant, slalom et combiné dans les catégories féminine et masculine. Les combinés ne sont pas des courses supplémentaires mais la combinaison des résultats des descentes, slaloms géants et slaloms. Avec sept médailles dont trois titres (et un triplé dans la descente masculine), l'Italie est la nation avec le meilleur bilan, devant la Yougoslavie et la Suisse.

## Tableau des médailles
| Rang  | Nation      | Or | Argent | Bronze | Total |
| ----- | ----------- | -- | ------ | ------ | ----- |
| 1     | Italie      | 3  | 3      | 2      | 7     |
| 2     | Yougoslavie | 2  | 2      | 0      | 4     |
| 3     | Suisse      | 2  | 1      | 2      | 5     |
| 4     | Autriche    | 1  | 3      | 1      | 5     |
| 5     | Norvège     | 1  | 0      | 0      | 1     |
| 5     | États-Unis  | 1  | 0      | 0      | 1     |
| 7     | France      | 0  | 1      | 3      | 4     |
| 8     | Allemagne   | 0  | 1      | 1      | 2     |
| Total | Total       | 10 | 11     | 9      | 30    |

## Podiums

### Hommes
| Épreuves                   | Or                            | Argent                        | Bronze                    |
| -------------------------- | ----------------------------- | ----------------------------- | ------------------------- |
| Super G 8 avril 1991       | Jure Košir Yougoslavie        | Christian Mayer Autriche      | Bruno Kernen Suisse       |
| Descente 11 avril 1991     | Ivan Bormolini (it) Italie    | Ernesto De Mattia (it) Italie | Karl Heinz Molling Italie |
| Slalom géant 12 avril 1991 | Massimo Zucchelli Italie      | Gerhard Greber (it) Autriche  | Franck Carmagnolle France |
| Slalom 14 avril 1991       | Paul Casey Puckett États-Unis | Sébastien Amiez Suisse        | Andrea Zinsli France      |
| Combiné, 14 avril 1991     | Bruno Kernen Suisse           | Ivan Bormolini (it) Italie    | Christian Mayer Autriche  |

### Femmes
| Épreuves                   | Or                              | Argent                                                     | Bronze                      |
| -------------------------- | ------------------------------- | ---------------------------------------------------------- | --------------------------- |
| Super G 8 avril 1991       | Julie Lunde Hansen (no) Norvège | Isabel Picenoni Suisse                                     | Karine Allard (it) France   |
| Descente 11 avril 1991     | Céline Dätwyler (it) Suisse     | Cornelia Meusburger (de) Autriche                          | Karine Allard (it) France   |
| Slalom géant 12 avril 1991 | Sabina Panzanini Italie         | Barbara Brlec (en) Yougoslavie Martina Ertl-Renz Allemagne |                             |
| Slalom 14 avril 1991       | Urška Hrovat Yougoslavie        | Morena Gallizio Italie                                     | Sabina Panzanini Italie     |
| Combiné, 14 avril 1991     | Cornelia Meusburger (de) Suisse | Urška Hrovat Yougoslavie                                   | Martina Ertl-Renz Allemagne |